# 孔特羅沃德河
孔特羅沃德河（羅馬化：Reka Kontrovod），前称二道黄泥河子，是俄羅斯滨海边疆区波扎爾斯基區的河流，位於濱海邊疆區東南部，屬於比金河的左支流，河道全長49公里，流域面积311平方公里，發源自錫霍特山脈西南麓，河道上的水庫建有發電站。河位于西伯利亚大铁路和乌苏里江之间。

## 引用
1. ↑  А·П·穆拉诺夫. . 列宁格勒: 气象出版社. 1966 （俄语）.
2. ↑  . 列宁格勒: 气象出版社 （俄语）.
3. ↑  Т·А·基谢尔科瓦娅. . 列宁格勒: 气象出版社. 1977 （俄语）.
4. ↑  . 俄罗斯自然资源部 VerumWiki.   [2023-10-28]. （原始内容存档于2023-10-28） （俄语）.